# Gare de Nagareyama-ōtakanomori
La gare de Nagareyama-ōtakanomori (流山おおたかの森駅, Nagareyama-ōtakanomori-eki) est une gare ferroviaire japonaise située dans la ville de Nagareyama dans la préfecture de Chiba. Elle est gérée par la Tōbu et la Metropolitan Intercity Railway Company (MIR).

## Situation ferroviaire
La gare de Nagareyama-ōtakanomori est située au point kilométrique (PK) 38,4 de la ligne Tōbu Urban Park et au PK 26,5 de la ligne Tsukuba Express.

## Histoire
La gare a été inaugurée le 24 août 2005.

## Services aux voyageurs

### Accès et accueil
La gare dispose d'un bâtiment voyageurs, avec guichet, ouvert tous les jours.

### Desserte

#### Tobu
- Ligne Tōbu Urban Park : 
  - voie 1 : direction Kasukabe et Ōmiya
  - voie 2 : direction Shin-Kamagaya et Funabashi

#### MIR
- Tsukuba Express :
  - voies 1 et 2 : direction Moriya et Tsukuba
  - voies 3 et 4 : direction Akihabara